# Port lotniczy Kembolcza
Port lotniczy Kembolcza (IATA: DSE, ICAO: HADC) – port lotniczy położony w Desje koło Kembolczy, w regionie Amhara, w Etiopii.

## Kierunki lotów i linie lotnicze
| Linia Lotnicza     | Kierunek       |
| ------------------ | -------------- |
| Ethiopian Airlines | 1. Addis Abeba |